# Nakamura Fumiaki
Fumiaki Nakamura (sinh ngày 23 tháng 4 năm 1981) là một cầu thủ bóng đá người Nhật Bản.

## Sự nghiệp câu lạc bộ
Fumiaki Nakamura đã từng chơi cho Mito HollyHock.